# Laurent-François Déprimoz
Laurent-François Déprimoz MAfr (ur. 13 czerwca 1884 w Chindrieux, zm. 5 kwietnia 1962 w Astridzie) – francuski duchowny rzymskokatolicki, ojciec biały, wikariusz apostolski Rwandy i Kabgayi.

## Biografia
28 czerwca 1908 otrzymał święcenia prezbiteriatu i został kapłanem Zgromadzenia Misjonarzy Afryki.
12 stycznia 1943 papież Pius XII mianował go koadiutorem wikariusza apostolskiego Rwandy oraz biskupem tytularnym matharskim. 19 marca 1943 w Kabgayi przyjął sakrę biskupią z rąk delegata apostolskiego w Kongu Belgijskim abpa Giovanniego Battisty Dellepianego. Współkonsekratorami byli wikariusz apostolski Urundi Antoine-Hubert Grauls MAfr oraz wikariusz apostolski Lac Albert Alphonse Joseph Matthysen MAfr.
31 stycznia 1945, gdy zmarł wikariusz apostolski Rwandy Léon-Paul Classe MAfr, bp Déprimoz objął jego stanowisko. Za jego pontyfikatu następowało stopniowe przekazywanie odpowiedzialności za lokalny Kościół katolicki Afrykańczykom. 14 lutego 1952 w Rwandzie powstał drugi wikariat apostolski Nyundo, którego ordynariuszem został Aloys Bigirumwami – pierwszy biskup w koloniach belgijskich wywodzący się z rodzimego duchowieństwa, któremu bp Déprimoz udzielił sakry. Tego dnia tytuł bpa Déprimoza zmienił się na wikariusz apostolski Kabgayi.
W 1955 bp Déprimoz złożył rezygnację z katedry, którą papież przyjął 15 kwietnia 1955. Emeryturę spędził w Rwandzie, gdzie zmarł 5 kwietnia 1962.